# Yeokdo-yojeong Kim Bok-ju
Yeokdo-yojeong Kim Bok-ju (역도요정 김복주?, lett. La fata del sollevamento pesi Kim Bok-ju; titolo internazionale Weightlifting Fairy Kim Bok-joo) è una serie televisiva sudcoreana trasmessa su MBC dal 16 novembre 2016 all'11 gennaio 2017, ispirata alla vita dell'atleta olimpico Jang Mi-ran.

## Personaggi
- Kim Bok-ju, interpretata da Lee Sung-kyung
- Jung Joon-hyung, interpretato da Nam Joo-hyuk
- Jung Jae-yi, interpretato da Lee Jae-yoon
- Song Shi-ho, interpretata da Kyung Soo-jin

### Personaggi secondari
- Jung Nan-hee, interpretata da Jo Hye-jung
- Lee Seon-ok, interpretata da Lee Joo-young
- Yoon Deok-man, interpretato da Choi Moo-sung
- Choi Sung-eun, interpretata da Jang Young-nam
- Bang Woon-ki, interpretato da Oh Eui-sik
- Bit-na, interpretata da Lee Bit-na
- Jo Tae-kwon, interpretato da Ji Il-joo
- Kim Jae-hyun, interpretato da Kim Jae-hyun
- Kim Woo-hyuk, interpretato da Kim Woo-hyuk
- Kim Gi-seok, interpretato da Choi Woong
- Soo-bin, interpretata da Cho Soo-hyang
- Sung Yoo-hwi, interpretato da Ray Yang
- Kim Chang-gul, interpretato da Ahn Gil-kang
- Kim Dae-ho, interpretato da Kang Ki-young

## Accoglienza
La serie fu un fallimento commerciale e ottenne ascolti a una sola cifra, per una media del 4,6%; si classificò ultimo nella lista dei programmi trasmessi sulle reti pubbliche nella stessa fascia oraria. Tuttavia fu molto seguita dai giovani e ottenne recensioni favorevoli.

### Ascolti
| Episodio | Data di trasmissione | Dati TNMS           | Dati TNMS                  | Dati AGB            | Dati AGB                   |
| Episodio | Data di trasmissione | A livello nazionale | Area metropolitana di Seul | A livello nazionale | Area metropolitana di Seul |
| -------- | -------------------- | ------------------- | -------------------------- | ------------------- | -------------------------- |
| 1        | 16 novembre 2016     | 4,1%                | 4,1%                       | 3,3%                | 3,6%                       |
| 2        | 17 novembre 2016     | 5,0%                | 5,2%                       | 3,3%                | 3,5%                       |
| 3        | 23 novembre 2016     | 4,8%                | 5,3%                       | 4,4%                | 4,9%                       |
| 4        | 24 novembre 2016     | 4,9%                | 5,2%                       | 4,6%                | 4,9%                       |
| 5        | 30 novembre 2016     | 4,8%                | 4,9%                       | 4,4%                | 4,5%                       |
| 6        | 1 dicembre 2016      | 4,5%                | 5,3%                       | 4,6%                | 5,4%                       |
| 7        | 7 dicembre 2016      | 4,4%                | 5,3%                       | 4,8%                | 5,7%                       |
| 8        | 8 dicembre 2016      | 4,6%                | 4,6%                       | 5,4%                | 5,5%                       |
| 9        | 14 dicembre 2016     | 4,2%                | 4,4%                       | 4,1%                | 4,4%                       |
| 10       | 15 dicembre 2016     | 4,8%                | 5,3%                       | 5,1%                | 5,6%                       |
| 11       | 21 dicembre 2016     | 4,7%                | 5,2%                       | 4,4%                | 4,6%                       |
| 12       | 22 dicembre 2016     | 5,1%                | 5,3%                       | 4,5%                | 4,7%                       |
| 13       | 28 dicembre 2016     | 5,5%                | 6,3%                       | 5,0%                | 5,8%                       |
| 14       | 4 gennaio 2017       | 5,0%                | 5,9%                       | 5,4%                | 6,3%                       |
| 15       | 5 gennaio 2017       | 5,5%                | 6,4%                       | 5,4%                | 5,8%                       |
| 16       | 11 gennaio 2017      | 5,4%                | 5,5%                       | 5,2%                | 5,3%                       |
| Media    | Media                | 4,8%                | 5,3%                       | 4,6%                | 5,0%                       |

## Colonna sonora
1. You & I – Kim Jong-wan
2. From Now On (앞으로) – Kim Min-seung
3. Dreaming (꿈꾼다) –	 Han Hee-jung
4. Somehow(왠지 요즘) – J.Mi (Lush)
5. I'll Pick You Up (데리러 갈게) – Standing Egg
6. Permeate (스르륵) – Lee Hae-in
7. Again Again Again (또또또) – Lee Jin-ah

## Riconoscimenti
| Anno | Premio           | Categoria                                 | Ricevente      | Risultato       |
| ---- | ---------------- | ----------------------------------------- | -------------- | --------------- |
| 2016 | MBC Drama Awards | Excellence Award, Actress in a Miniseries | Lee Sung-kyung | Vincitore/trice |
| 2016 | MBC Drama Awards | Best New Actor                            | Nam Joo-hyuk   | Vincitore/trice |